# دفتر عناوين ويندوز
إنَّ دفتر عناوين ويندوز أحد مكونات مايكروسوفت ويندوز الذي يتيح للمستخدمين الاحتفاظ بقائمة واحدة من جهات الاتصال التي يمكن مشاركتها بواسطة برامج متعددة. يتم استخدامه بشكل شائع بواسطة مايكروسوفت أوتلوك إكسبريس. تم تقديمه مع إنترنت إكسبلورر 3 [الإنجليزية] في عام 1996 وتَمَّ تعديلهُ في الإصدارات اللاحقة.

## أهميَّة
واحدة من الميزات غير الموثقة في دفتر عناوين ويندوز هي التكامل مع مايكروسوفت آوتلوك.

## المَراجع
1. ↑  "How to Add Contacts in Your Windows XP Address Book". For Dummies. Wiley. مؤرشف من الأصل في 2016-08-10. اطلع عليه بتاريخ 2022-7-26.
2. ↑  "Internet Explorer History". Windows History. مايكروسوفت. 30 يونيو 2003. مؤرشف من الأصل في 2003-07-04.
3. ↑  "To share contacts between Microsoft Outlook and Outlook Express". Slipstick. 22 مايو 2013. مؤرشف من الأصل في 2011-04-13.